# 薄膜電晶體
薄膜電晶體（英語：Thin-Film Transistor，缩写：TFT）是場效電晶體的種類之一，大略的製作方式是在基板上沉積各種不同的薄膜，如半導體主動層、介電質和金屬電極層。
TFT是在基板（如是應用在液晶顯示器，則基板大多使用玻璃）上沉積一層薄膜當做通道區。
大部份的TFT是使用氫化非晶矽（a-Si:H）當主要材料，因為它的能階小於單晶矽（Eg = 1.12eV），也因為使用a-Si:H當主要材料，所以TFT大多不是透明的。另外，TFT常在介電、電極及內部接線使用銦錫氧化物（ITO），ITO則是透明的材料。
因為TFT基板不能承受高的退火溫度，所以全部的沉積製程必須在相對低溫下進行。如化學氣相沉積、物理氣相沉積（大多使用濺鍍技術）都是常使用的沉積製程。如要製作透明的TFT，第一個被研究出來的方法是使用氧化鋅材料，此項技術由俄勒岡州立大學的研究員於2003年時發表。

常用的透明TFT半導體材料多爲金屬氧化物，除了ZnO之外，還有IGZO等。但是這些金屬氧化物多爲n型半導體材料。
很多人都知道薄膜電晶體主要的應用是TFT LCD，液晶顯示器技術的一種。電晶體被作在面板裡，這樣可以減少各像素間的互相干擾並增畫面穩定度。大略是從2004年開始，大部份便宜的彩色LCD螢幕都是使用TFT技術的。連在乳腺和癌症X-ray檢查的數位X-ray攝影技術上也很常使用TFT面板。
TFT LCD 是有源矩阵类型液晶显示器(AM-LCD)中的一种。TFT （页面存档备份，存于）的显示采用“背透式”照射方式,通过在TFT的背部设置背光源，光源照射时通过TFT LCD 的下偏光板向上透出，通过上下夹层的电极改成FET电极和共通电极，在FET电极导通时，液晶分子的表现也会发生改变，可以通过遮光和透光来达到TFT LCD显示的目的。
新的AMOLED（主動陣列OLED）螢幕也內建了TFT層。